# Peter Mwololo
Peter Mwololo – kenijski piłkarz grający na pozycji napastnika. W swojej karierze rozegrał 5 meczów i strzelił 1 gola w reprezentacji Kenii.

## Kariera klubowa
W swojej karierze piłkarskiej Mwololo grał w klubach Tusker Nairobi i Gor Mahia.

## Kariera reprezentacyjna
W reprezentacji Kenii Mwololo zadebiutował 14 kwietnia 1991 roku w przegranym 0:1 meczu kwalifikacji do Pucharu Narodów Afryki 1992, rozegranym w Chartumie. W 1992 roku powołano go do kadry na Puchar Narodów Afryki 1992. Wystąpił na nim dwukrotnie, w grupowych meczach z Nigerią (1:2) i z Senegalem (0:3). Od 1991 do 1992 wystąpił w kadrze narodowej 5 razy i strzelił 1 gola.